# Technische School (Dordrecht)
De voormalige Technische School was een schoolgebouw aan de Reeweg-oost 123 in Dordrecht, in de Nederlandse provincie Zuid-Holland. Het is een rijksmonument.
In 1913 maakte de Dordtse architect Bernardus van Bilderbeek het ontwerp voor de nieuwe ambachtsschool in Dordrecht in een rationalistische stijl met art nouveau accenten. In 1918 werd begonnen met de bouw. De gemeente heeft naast deze school een aantal woningen gerealiseerd om zo de bouw van de school te kunnen bekostigen. In de loop der jaren zijn er meerdere uitbreidingen aan de school gedaan en heeft deze een naamswijziging ondergaan. De naam Ambachtsschool maakte plaats voor Lagere Technische School. Sinds begin 21e eeuw heeft het gebouw geen onderwijsfunctie meer. Op 18 april 2016 startte het project om de voormalige LTS te transformeren naar woningen. Eind 2016 werd met de verbouwing begonnen en in december 2017 werden de eerste appartementen opgeleverd. In totaal zijn er in het gebouw 29 appartementen onder de naam Nieuwe LTS.